# どんなオカネもモトを取らねば!
『どんなオカネもモトを取らねば!』（どんなオカネもモトをとらねば!）は、TBS系列の深夜で放送されたバラエティ番組・特別番組である。

## 出演者

### MC
- ウエンツ瑛士
- 笹川友里（TBSアナウンサー）

### パネラー
- 小籔千豊
- ダレノガレ明美

### ナレーション
- 江藤愛

## ネット局
| 放送対象地域   | 放送局            | 系列    | 放送日時                     | 遅れ日数  |
| -------------- | ----------------- | ------- | ---------------------------- | --------- |
| 関東広域圏     | TBSテレビ（TBS）  | TBS系列 | 2014年10月23日 23:53 - 25:08 | 制作局    |
| 岡山県・香川県 | 山陽放送（RSK）   | TBS系列 | 2014年10月29日 23:53 - 25:08 | 6日遅れ   |
| 近畿広域圏     | 毎日放送（MBS）   | TBS系列 | 2014年11月30日 26:25 - 27:40 | 37日遅れ  |
| 山梨県         | テレビ山梨（UTY） | TBS系列 | 2015年1月31日 12:30 - 13:54  | 99日遅れ  |
| 愛媛県         | あいテレビ（ITV） | TBS系列 | 2015年2月14日 15:30 - 16:54  | 113日遅れ |

## 主なスタッフ
- 構成：河野有、村上洋賢
- TM：山下直
- TD：北林良一
- VE：下山剛司
- 音声：朝日拓郎
- 照明：宇野岳人
- 美術プロデューサー：山口智広
- 美術デザイナー：木村真梨子
- 美術制作：川崎光紘
- 装飾：田中秀和
- 電飾：伊吹英之
- 生花装飾：伊東富之
- 衣裳：岡崎貴子
- 持道具：寺澤麻由美
- 化粧：家亀愛実
- タイトルロゴ／CG：NOA
- 編集：早川崇
- MA：山下諒
- 音効：石川良則・丹羽さやか・沢井隆志（共にSPOT）
- 衣裳協力：BUTTERO★
- 技術協力：T-TEX
- 撮影協力：新宿SKY GUILD、SWEET BASIL
- 編成：岸田大輔
- 宣伝：河野裕之
- TK：前場莉奈
- MP：西川永哲
- AD：吉原崇弥、瀬川安恵、小谷拓也、遠藤迅
- AP：梶山智未
- ディレクター：奥野祐士、溝田和史
- プロデューサー：富田好美
- 総合演出・プロデューサー：和田悟
- 製作著作：TBS